# Bruxelles
Bruxelles (tiếng Hà Lan: Brussel; tiếng Pháp: Bruxelles tiếng Đức: Brüssel, phiên âm: Brúc-xen) là một khu vực của Bỉ bao gồm 19 đô thị, bao gồm Thành phố Bruxelles, thủ đô của Bỉ. Vùng thủ đô Bruxelles nằm ở phần trung tâm của đất nước và là một phần của cả Cộng đồng Pháp của Bỉ  và Cộng đồng Flemish, nhưng tách biệt với Vùng Flemish (trong đó nó tạo thành một vùng đất) và Vùng Walloon. Bruxelles là khu vực đông dân nhất và giàu có nhất ở Bỉ về GDP bình quân đầu người. Nó bao gồm 162 km2 (63 dặm vuông Anh), một khu vực tương đối nhỏ so với hai khu vực khác, và có dân số hơn 1,2 triệu người. Khu vực đô thị lớn hơn năm lần của Bruxelles bao gồm hơn 2,5 triệu người, làm cho nó lớn nhất ở Bỉ. Đây cũng là một phần của một khu đô thị lớn kéo dài tới Ghent, Antwerp, Leuven và Walloon Brabant, nơi sinh sống của hơn 5 triệu người.
Bruxelles phát triển từ một khu định cư nông thôn nhỏ trên sông Senne để trở thành một khu vực thành phố quan trọng ở châu Âu. Kể từ khi kết thúc Chiến tranh thế giới thứ hai, nó đã trở thành một trung tâm lớn về chính trị quốc tế và là ngôi nhà của nhiều tổ chức quốc tế, chính trị gia, nhà ngoại giao và công chức. Brussels là thủ đô thực tế của Liên minh châu Âu, vì nó tổ chức một số tổ chức chính của EU, bao gồm các ngành hành chính-lập pháp, hành pháp-chính trị và lập pháp (mặc dù chi nhánh tư pháp nằm ở Luxembourg, và Nghị viện châu Âu họp một thiểu số trong năm ở Strasbourg)  . Tên của nó đôi khi được dùng hoán dụ để mô tả EU và các tổ chức của nó. Ban thư ký của Benelux và trụ sở của NATO cũng được đặt tại Brussels. Là thủ đô kinh tế của Bỉ và là một trong những trung tâm tài chính hàng đầu của Tây Âu với Euronext Brussels, nó được phân loại là một thành phố toàn cầu Alpha. Brussels là một trung tâm giao thông đường sắt, đường bộ và hàng không, đôi khi kiếm được biệt danh "Ngã tư châu Âu". Tàu điện ngầm Brussels là hệ thống vận chuyển nhanh duy nhất ở Bỉ. Ngoài ra, cả sân bay và nhà ga của nó đều lớn nhất và bận rộn nhất trong cả nước.
Lịch sử từng nói tiếng Hà Lan, Brussels đã chứng kiến sự thay đổi ngôn ngữ sang tiếng Pháp từ cuối thế kỷ 19. Vùng thủ đô Brussels chính thức là song ngữ tiếng Pháp và tiếng Hà Lan, mặc dù tiếng Pháp hiện là ngôn ngữ chính trên thực tế với hơn 90% dân số nói nó. Brussels cũng ngày càng trở nên đa ngôn ngữ. Tiếng Anh được nói như một ngôn ngữ thứ hai bởi gần một phần ba dân số và nhiều người di cư và người nước ngoài cũng nói các ngôn ngữ khác.
Brussels được biết đến với ẩm thực, cũng như các địa danh lịch sử và kiến trúc; một số trong số họ được đăng ký là di sản thế giới của UNESCO. Các điểm tham quan chính bao gồm Grand Place lịch sử, Manneken Pis, Atomium và các tổ chức văn hóa như La Monnaie / De Munt và Bảo tàng Nghệ thuật và Lịch sử. Do truyền thống lâu đời của truyện tranh Bỉ, Brussels cũng được ca ngợi là thủ đô của truyện tranh.

## Chủ đề

### Từ nguyên
Lý thuyết phổ biến nhất về nguồn gốc của cái tên Brussels là nó bắt nguồn từ tiếng Hà Lan Bruocsella, Broekzele hoặc Broeksel, có nghĩa là "đầm lầy" (bruoc / broek) và "nhà" (sella / zele / sel) hoặc "nhà trong đầm lầy". Saint Vindicianus, Giám mục Cambrai, đã ghi lại tài liệu tham khảo đầu tiên về nơi Brosella vào năm 695, khi nó vẫn còn là một ấp. Tên của tất cả các đô thị trong Vùng thủ đô Brussels cũng có nguồn gốc từ Hà Lan, ngoại trừ Evere, có nguồn gốc Celtic.

### Cách phát âm
Trong tiếng Pháp, Bruxelles được phát âm [bʁysɛl] (x được phát âm là /s/, giống như trong tiếng Anh, và s cuối cùng là âm câm) và ở Hà Lan, Brussel được phát âm [ˈbrʏsəl]. Cư dân của Brussels được biết đến trong tiếng Pháp là Bruxellois và ở Hà Lan là Brusselaars. Trong phương ngữ Brabant của Brussels, chúng được gọi là Brusseleers hoặc Brusseleirs.
Ban đầu, chữ x ám chỉ một nhóm các thành phố /ks/. Trong cách phát âm tiếng Pháp của Bỉ cũng như tiếng Hà Lan, chữ k cuối cùng biến mất và z trở thành s, như được phản ánh trong cách đánh vần tiếng Hà Lan hiện tại, trong khi ở dạng tiếng Pháp bảo thủ hơn, cách viết vẫn còn. Cách phát âm /ks/ trong tiếng Pháp chỉ có từ thế kỷ 18, nhưng sửa đổi này không ảnh hưởng đến việc sử dụng Brussels truyền thống. Ở Pháp, cách phát âm [bʁyksɛl] và [bʁyksɛlwa] (đối với bruxellois) thường được nghe, nhưng khá hiếm ở Bỉ.

## Lịch sử

### Lịch sử ban đầu
Lịch sử của Brussels gắn liền với lịch sử của Tây Âu. Dấu vết định cư của con người trở lại thời kỳ đồ đá, với dấu tích và tên địa danh liên quan đến nền văn minh của megalith, cá heo và đá đứng (ví dụ Plattesteen ở Thành phố Brussels và Tomberg ở Woluwe-Saint-Lambert). Vào thời cổ đại, khu vực này là nơi chiếm đóng của La Mã, được chứng thực bằng các bằng chứng khảo cổ học được phát hiện trên địa điểm của Tour & Taxi. Sau sự suy tàn của Đế chế La Mã phương Tây, nó được sáp nhập vào Đế chế Frank.
Nguồn gốc của khu định cư trở thành Brussels nằm trong việc xây dựng nhà nguyện của Saint Gaugericus trên một hòn đảo trên sông Senne vào khoảng năm 580. Sự thành lập chính thức của Brussels thường nằm vào khoảng năm 979, khi Công tước Charles của Lower Lotharedia chuyển các thánh tích của Thánh Gudula từ Moorsel (nằm ở tỉnh East Flanders ngày nay) đến nhà nguyện của Saint Gaugericus. Charles sẽ xây dựng pháo đài kiên cố đầu tiên trong thành phố, làm như vậy trên cùng một hòn đảo.

### Thời Trung Cổ
Lambert I của Leuven, Bá tước Leuven, đã giành được Hạt Brussels khoảng 1000, bằng cách kết hôn với con gái của Charles. Vì vị trí của nó trên bờ Senne, trên một tuyến giao thương quan trọng giữa Bruges và Ghent, và Cologne, Brussels đã trở thành một trung tâm thương mại chuyên về thương mại dệt may. Thị trấn phát triển khá nhanh và mở rộng về phía thị trấn phía trên (khu vực Treurenberg, Coudenberg và Sablon / Zavel), nơi có nguy cơ lũ lụt nhỏ hơn. Khi nó phát triển với dân số khoảng 30.000 người, các đầm lầy xung quanh đã bị rút cạn để cho phép mở rộng hơn nữa. Trong khoảng thời gian này, công việc bắt đầu từ ngày nay là Nhà thờ St. Michael và St. Gudula (1225), thay thế cho một nhà thờ La Mã cũ. Năm 1183, Bá tước Leuven trở thành Công tước của Brabant. Brabant, không giống như quận Flanders, không phải là vua của Pháp mà được sáp nhập vào Đế chế La Mã thần thánh. Vào đầu thế kỷ 13, Pháo đài đầu tiên của Brussels được xây dựng, và sau đó, thành phố đã phát triển đáng kể. Để cho thành phố mở rộng, một bức tường thứ hai đã được dựng lên từ năm 1356 đến 1383. Dấu vết của những điều này vẫn có thể được nhìn thấy, mặc dù chiếc nhẫn nhỏ, một loạt các con đường bao quanh trung tâm thành phố lịch sử, chạy theo đường đi trước đây của bức tường.

### Cận hiện đại

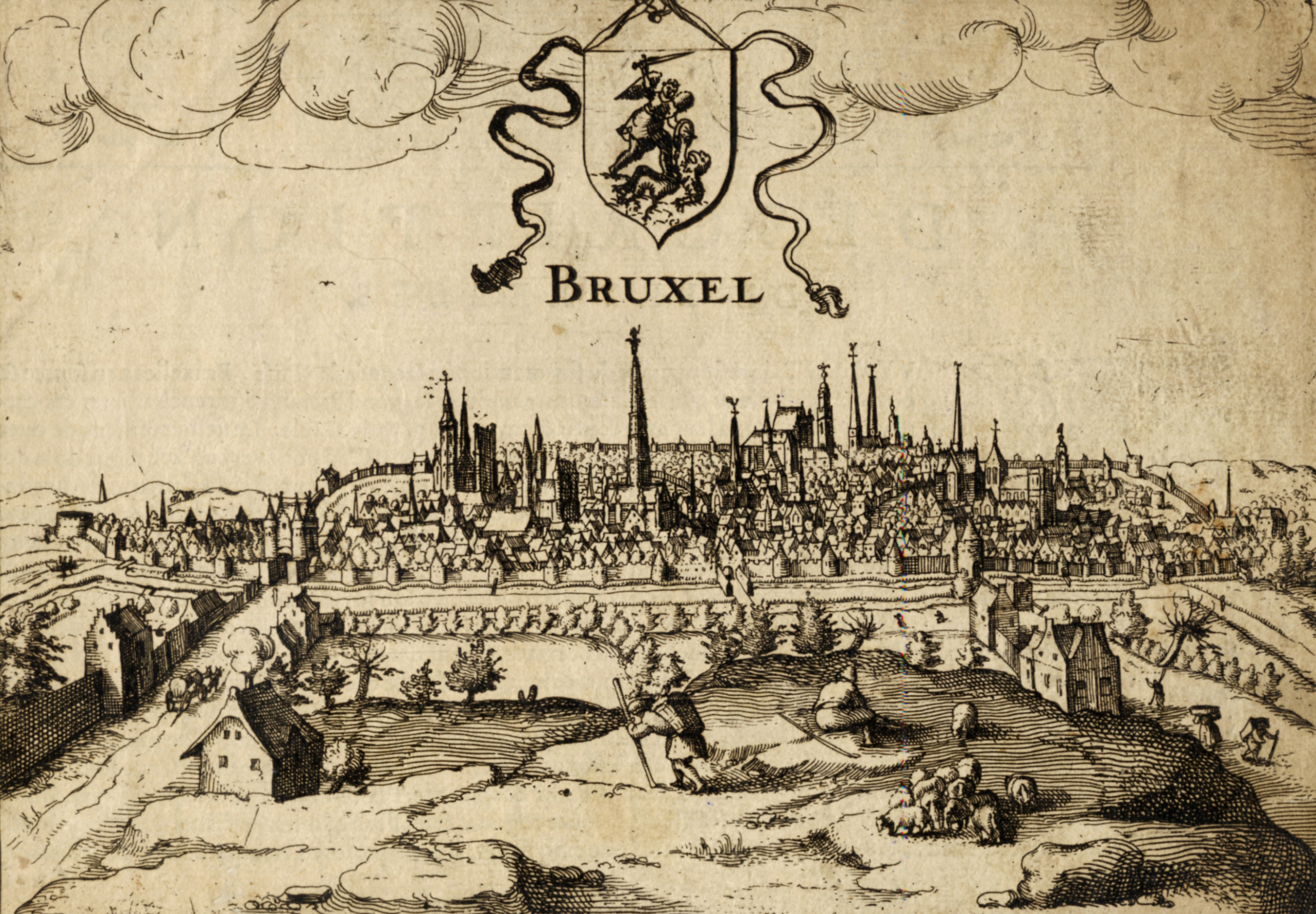
Quang cảnh Brussels, k. 1610

Vào thế kỷ 15, cuộc hôn nhân giữa nữ thừa kế Margaret III của Flanders và Philippe II xứ Bourgogne, Công tước xứ Bourgogne, đã sản sinh ra một Công tước Brabant mới của Nhà Valois (cụ thể là Antoine, con trai của họ). Năm 1477, công tước Burgundian Charles the Bold đã thiệt mạng trong Trận chiến Nancy. Thông qua cuộc hôn nhân của cô con gái Marie I xứ Bourgogne (người sinh ra ở Brussels) với Hoàng đế La Mã thần thánh Maximilian I, các quốc gia thấp đã rơi vào chủ quyền của Habsburg. Brabant đã được tích hợp vào quốc gia hỗn hợp này và Brussels phát triển mạnh mẽ với tư cách là Thủ đô nguyên thủy của Burgundian Hà Lan thịnh vượng, còn được gọi là Mười bảy tỉnh. Sau cái chết của Marie năm 1482, con trai của bà Philip the Handsome đã kế nhiệm với tư cách là Công tước xứ Bourgogne và Brabant.
Philip qua đời năm 1506, và ông được con trai Charles V kế vị, người sau đó cũng trở thành Vua Tây Ban Nha (lên ngôi tại Nhà thờ Thánh Michael và Thánh Gudula) và thậm chí là Hoàng đế La Mã thần thánh trước cái chết của ông nội Maximilian I, Holy Hoàng đế La Mã năm 1519. Charles bây giờ là người cai trị của Đế chế Habsburg "mà mặt trời không bao giờ lặn" với Brussels là thủ đô chính của ông. Chính tại khu phức hợp Cung điện tại Coudenberg, Charles V đã được tuyên bố tuổi vào năm 1515, và chính tại đó, ông đã thoái vị tất cả tài sản của mình và chuyển Habsburg Hà Lan cho Felipe II của Tây Ban Nha. Cung điện ấn tượng này, nổi tiếng khắp châu Âu, đã mở rộng đáng kể kể từ lần đầu tiên trở thành trụ sở của Công tước Brabant, nhưng nó đã bị hỏa hoạn phá hủy vào năm 1731. 

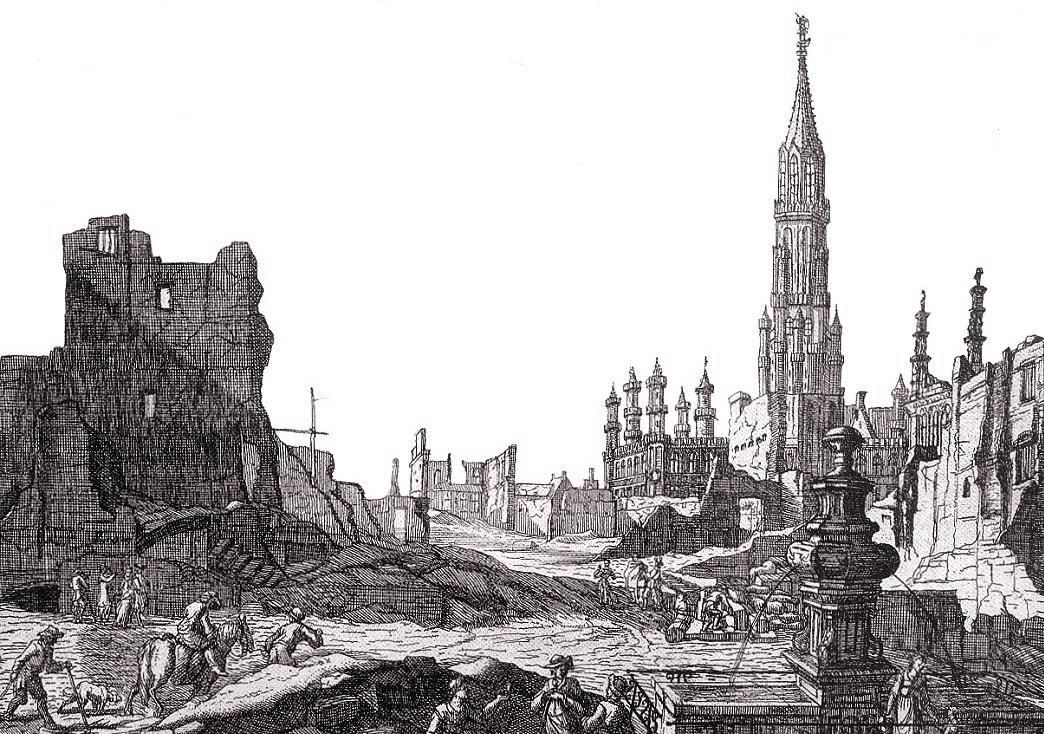
The Grand Place sau cuộc bắn phá năm 1695 của quân đội Pháp

Vào thế kỷ 17, Brussels là một trung tâm cho ngành công nghiệp ren. Năm 1695, trong Chiến tranh Chín năm, Vua Louis XIV của Pháp đã gửi quân tới bắn phá Brussels bằng pháo. Cùng với vụ hỏa hoạn, đó là sự kiện tàn phá nhất trong toàn bộ lịch sử Brussels. Grand Place đã bị phá hủy, cùng với 4.000 tòa nhà - một phần ba của tất cả các tòa nhà trong thành phố. Việc xây dựng lại trung tâm thành phố, được thực hiện trong những năm sau đó, đã thay đổi sâu sắc diện mạo và để lại nhiều dấu vết vẫn còn nhìn thấy cho đến ngày nay.
Sau Hiệp ước Utrecht năm 1713, chủ quyền của Tây Ban Nha đối với miền Nam Hà Lan đã được chuyển sang chi nhánh Áo của Nhà Habsburg. Sự kiện này bắt đầu kỷ nguyên của Hà Lan Áo. Brussels bị Pháp bắt vào năm 1746, trong Chiến tranh kế vị Áo, nhưng được trao trả lại cho Áo ba năm sau đó. Nó vẫn còn ở Áo cho đến năm 1795, khi miền Nam Hà Lan bị Pháp chiếm và sáp nhập, và thành phố trở thành thủ đô của bộ phận Dyle. Sự cai trị của Pháp kết thúc vào năm 1815, với sự thất bại của Napoléon trên chiến trường Waterloo, nằm ở phía nam của Vùng thủ đô Brussels ngày nay. Với Đại hội Vienna, miền Nam Hà Lan gia nhập Vương quốc Hà Lan, dưới thời William I of Orange. Bộ phận Dyle trước đây đã trở thành tỉnh South Brabant, với Brussels là thủ đô của nó.

### Hiện đại muộn

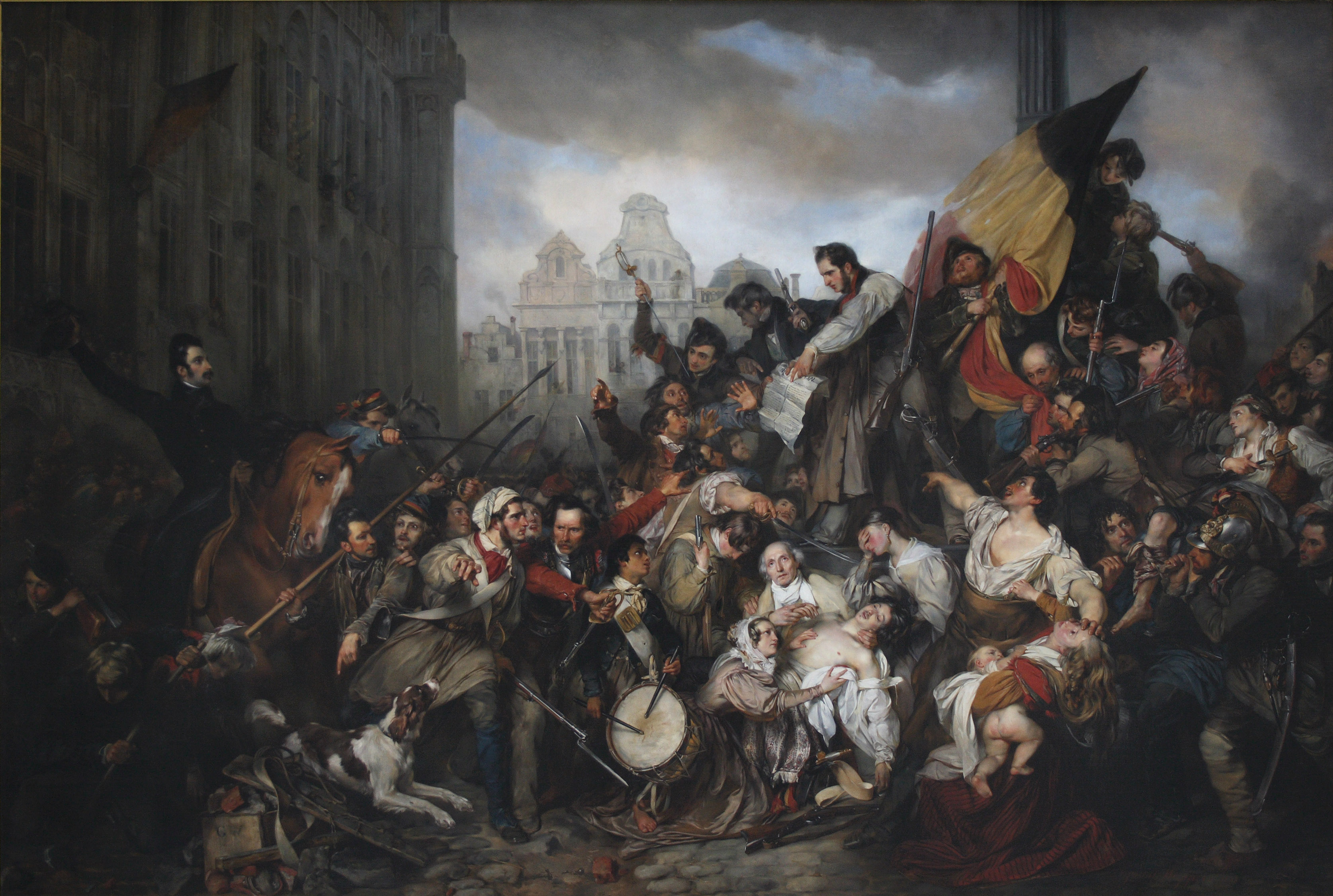
Giai đoạn Cách mạng Bỉ năm 1830, Gustaf Wappers, 1834

Vào năm 1830, cuộc cách mạng Bỉ bắt đầu tại Brussels, sau một buổi biểu diễn của Auber của opera La Muette de Portici tại Nhà hát Hoàng gia của La Monnaie. Thành phố trở thành thủ đô và trụ sở của chính phủ của quốc gia mới. South Brabant được đổi tên đơn giản là Brabant, với Brussels là trung tâm hành chính. Vào ngày 21 tháng 7 năm 1831, Leopold I, vị Vua đầu tiên của người Bỉ, lên ngôi, đảm nhận việc phá hủy các bức tường thành phố và xây dựng nhiều tòa nhà.
Sau khi giành được độc lập, Brussels đã trải qua nhiều thay đổi. Nó trở thành một trung tâm tài chính, nhờ vào hàng tá công ty do Société Générale de Belgique thành lập. Cuộc cách mạng công nghiệp và việc xây dựng kênh đào Brussels-Charleroi mang lại sự thịnh vượng cho thành phố thông qua thương mại và sản xuất. Đại học Tự do Brussels được thành lập năm 1834 và Đại học Saint-Louis vào năm 1858. Năm 1835, tuyến đường sắt hành khách đầu tiên được xây dựng bên ngoài nước Anh đã kết nối đô thị Molenbeek với Mechelen. 

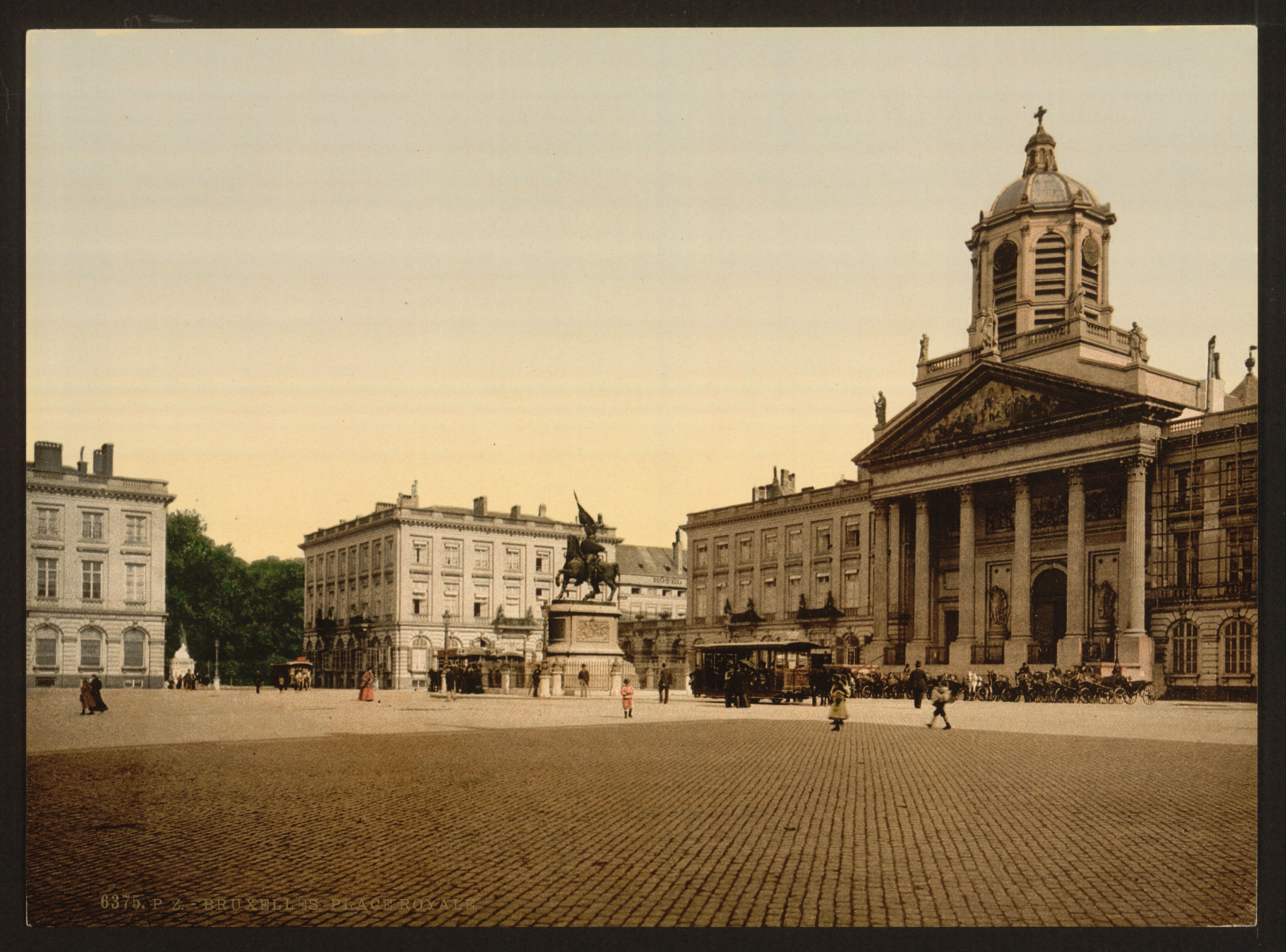
Place Royale / Koningsplein, cuối thế kỷ 19

Trong thế kỷ 19, dân số Brussels tăng đáng kể; từ khoảng 80.000 đến hơn 625.000 người cho thành phố và môi trường xung quanh. Senne đã trở thành một mối nguy hiểm nghiêm trọng đối với sức khỏe và từ năm 1867 đến 1871, dưới nhiệm kỳ của thị trưởng Jules Anspach, toàn bộ quá trình của nó qua khu vực đô thị đã hoàn toàn được bảo vệ. Điều này cho phép cải tạo đô thị và xây dựng các tòa nhà hiện đại theo phong cách hausmannien dọc theo đại lộ trung tâm, đặc trưng của trung tâm thành phố Brussels ngày nay. Các tòa nhà như Sở giao dịch chứng khoán Brussels (1873), Cung điện công lý (1883) và Nhà thờ Hoàng gia Saint Mary (1885) có từ thời kỳ này. Sự phát triển này tiếp tục trong suốt triều đại của Vua Leopold II. Triển lãm quốc tế năm 1897 đã góp phần thúc đẩy cơ sở hạ tầng. Trong số những thứ khác, Cung điện Thuộc địa (Bảo tàng Hoàng gia Trung Phi ngày nay), ở ngoại ô Tervuren, được kết nối với thủ đô bằng cách xây dựng một con hẻm dài 11 km.

### Thế kỷ 20

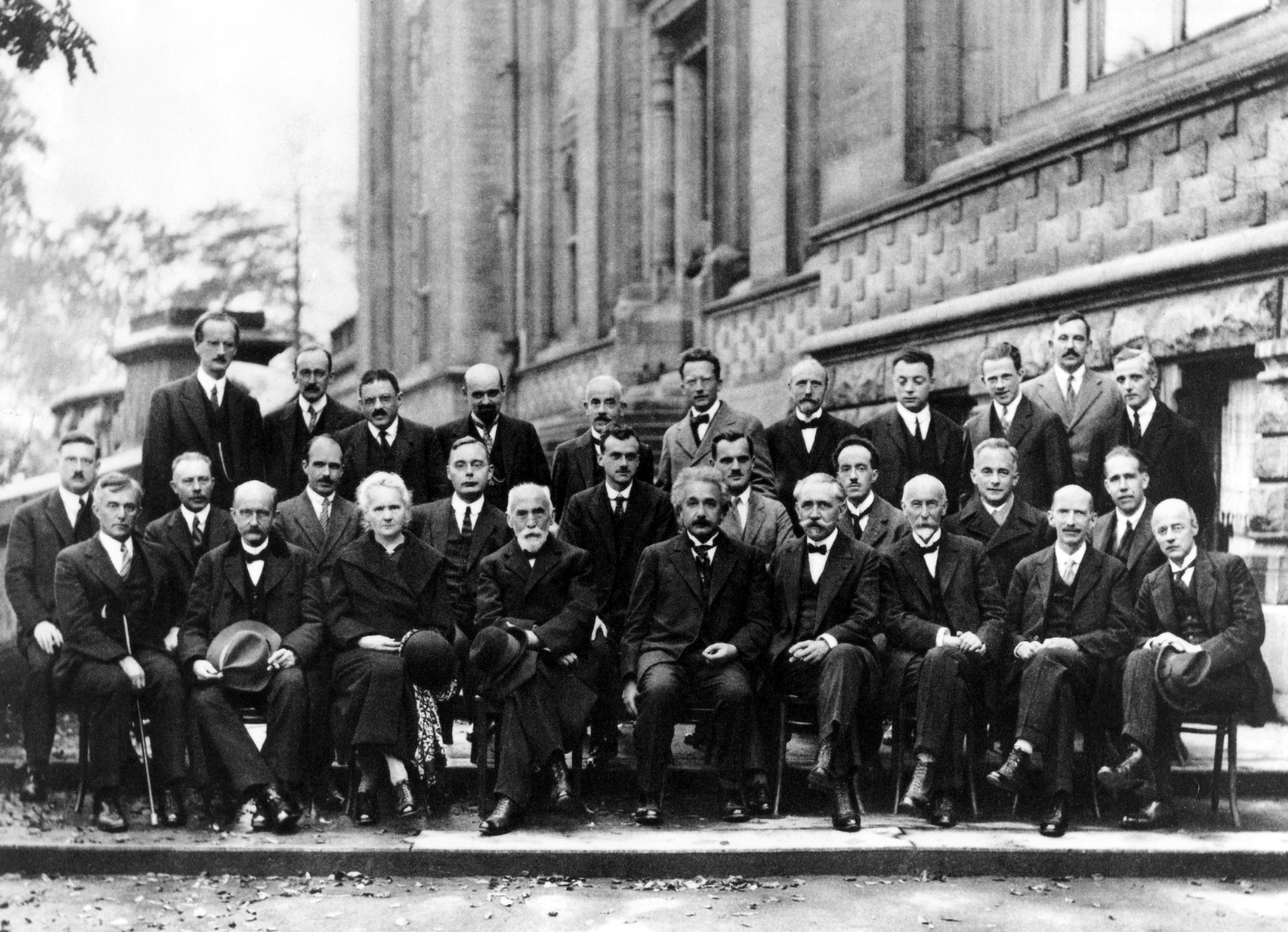
Hội nghị Solvay năm 1927 tại Brussels là hội nghị vật lý thế giới lần thứ năm.

Trong thế kỷ 20, thành phố đã tổ chức nhiều hội chợ và hội nghị khác nhau, bao gồm Hội nghị Solvay về Vật lý và Hóa học, và ba hội chợ thế giới: Triển lãm quốc tế Brussels năm 1910, Triển lãm quốc tế Brussels năm 1935 và Triển lãm '58. Trong Thế chiến I, Brussels là một thành phố bị chiếm đóng, nhưng quân đội Đức không gây ra nhiều thiệt hại. Trong Thế chiến II, một lần nữa nó bị quân Đức chiếm đóng, và tránh được thiệt hại lớn, trước khi nó được giải phóng bởi Sư đoàn Thiết giáp Vệ binh Anh vào ngày 3 tháng 9 năm 1944. Sân bay Brussels, ở ngoại ô Zaventem, bắt đầu từ thời chiếm đóng. 

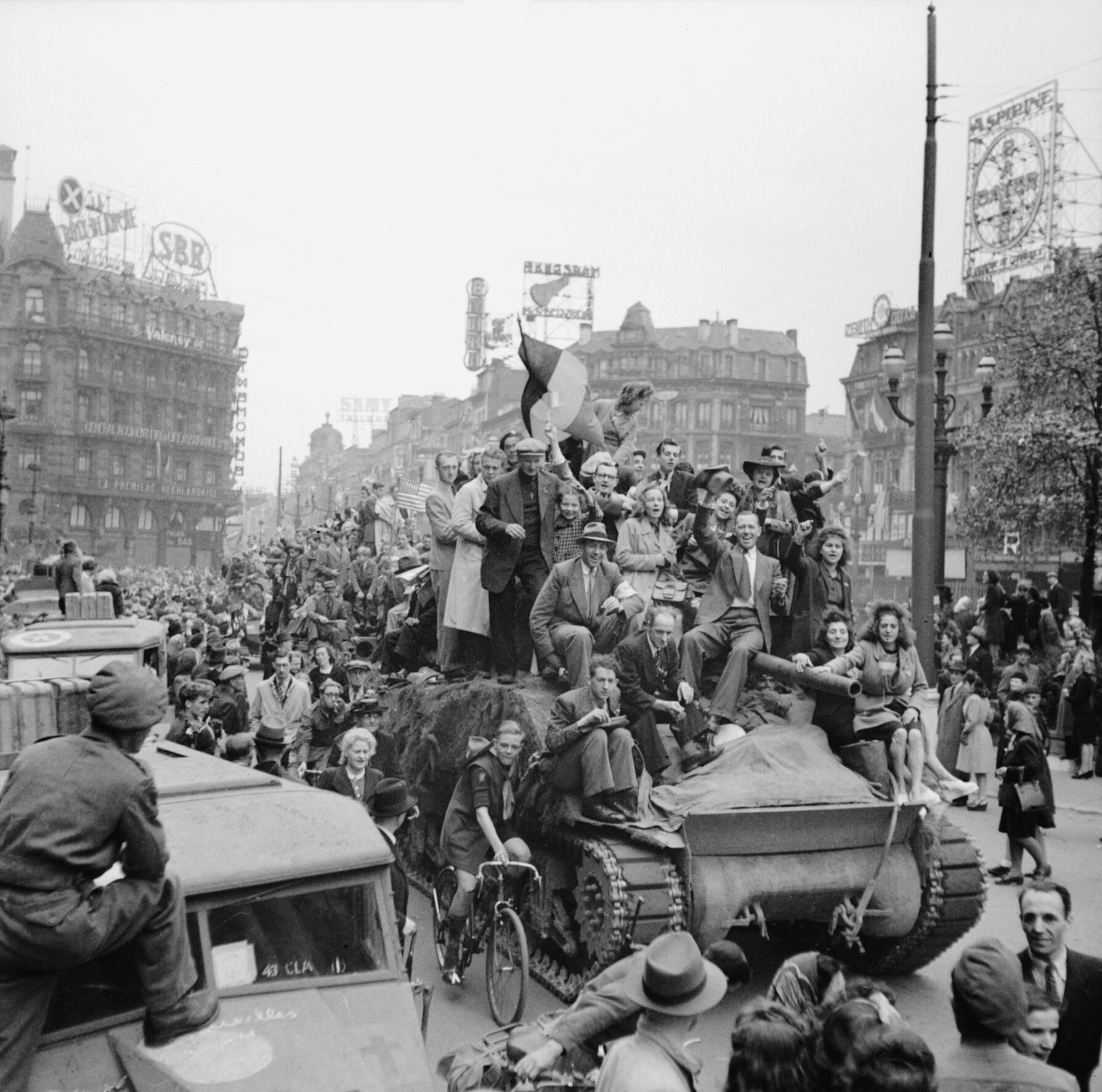
Xe tăng của Anh đến Brussels vào ngày 4 tháng 9 năm 1944, chấm dứt sự chiếm đóng của Đức

Sau chiến tranh, Brussels đã trải qua quá trình hiện đại hóa mạnh mẽ. Việc xây dựng kết nối Bắc miền Nam, nối các ga đường sắt chính trong thành phố, được hoàn thành vào năm 1952, trong khi tiền tuyến đầu tiên được hoàn thành vào năm 1969, và tuyến đầu tiên của tàu điện ngầm được mở vào năm 1976. Bắt đầu từ đầu những năm 1960, Brussels đã trở thành thủ đô thực tế của những gì sẽ trở thành Liên minh châu Âu và nhiều văn phòng hiện đại đã được xây dựng. Sự phát triển được phép tiến hành mà ít quan tâm đến tính thẩm mỹ của các tòa nhà mới hơn, và nhiều cột mốc kiến trúc đã bị phá hủy để nhường chỗ cho các tòa nhà mới hơn thường xung đột với môi trường xung quanh, đặt tên cho quá trình này là Brusselisation.

### Đương đại
Vùng thủ đô Brussels được thành lập vào ngày 18 tháng 6 năm 1989, sau một cuộc cải cách hiến pháp năm 1988. Đây là một trong ba khu vực liên bang của Bỉ, cùng với Flanders và Wallonia, và có tình trạng song ngữ. Mống mắt màu vàng là biểu tượng của khu vực (đề cập đến sự hiện diện của những bông hoa này trên vị trí ban đầu của thành phố) và một phiên bản cách điệu được hiển thị trên lá cờ chính thức của nó.
Trong những năm gần đây, Brussels đã trở thành một địa điểm quan trọng cho các sự kiện quốc tế. Năm 2000, nó và tám thành phố châu Âu khác được đặt tên là Thủ đô văn hóa châu Âu. Năm 2014, thành phố đã tổ chức hội nghị thượng đỉnh G7 lần thứ 40.
Vào ngày 22 tháng 3 năm 2016, ba vụ đánh bom đinh phối hợp đã được ISIL kích nổ ở Brussels - hai tại sân bay Brussels ở Zaventem và một tại ga tàu điện ngầm Maalbeek / Maelbeek - khiến 32 nạn nhân và ba kẻ đánh bom tự sát thiệt mạng, và 330 người bị thương. Đó là hành động khủng bố kinh hoàng nhất ở Bỉ.

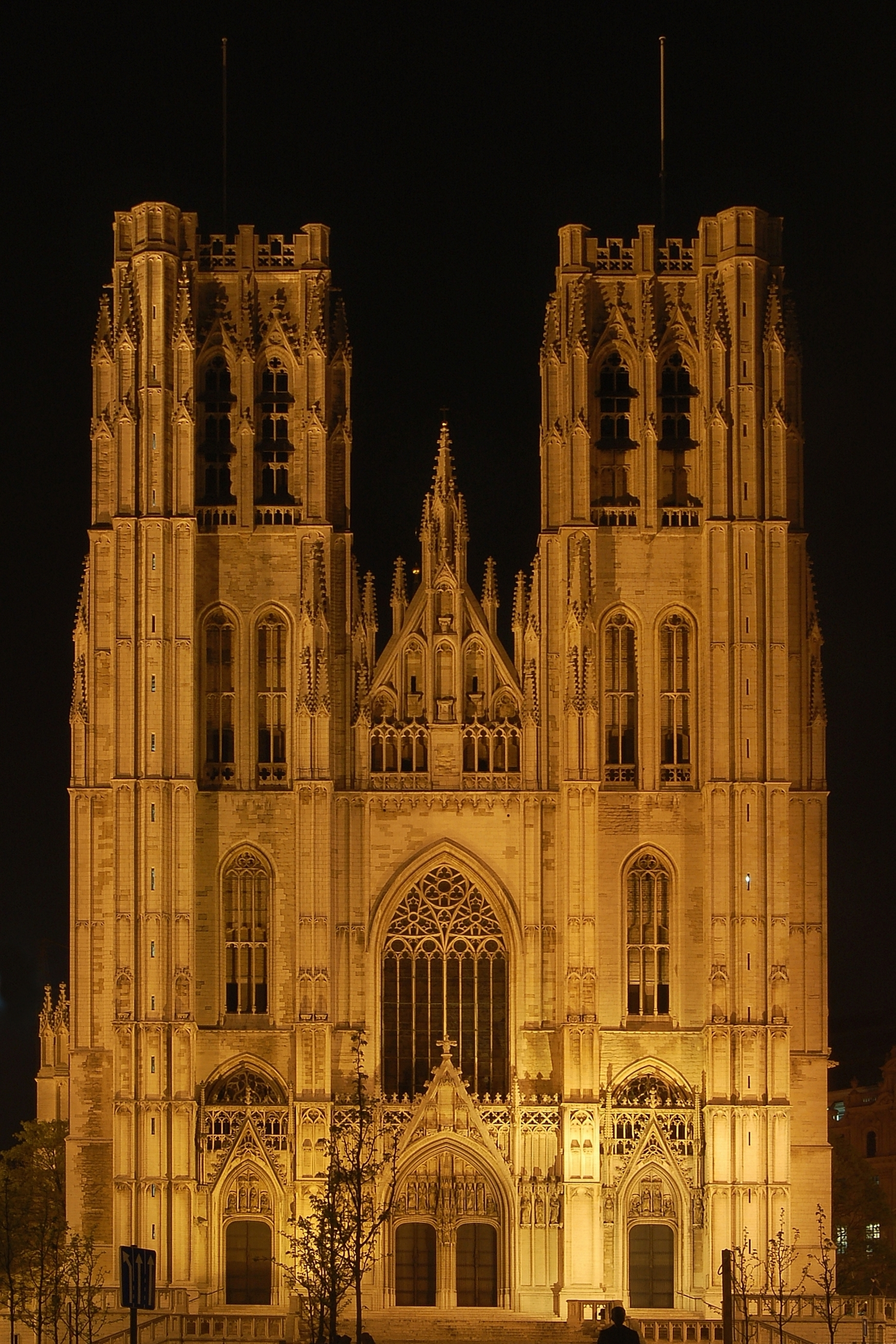
Nhà thờ chính tòa Saints-Michel-et-Gudule tại Bruxelles

## Các đô thị
Có 19 đô thị thuộc vùng thủ đô Bruxelles tự chịu trách nhiệm về thi hành pháp luật, quản lý các trường học và đường sá trong phạm vi ranh giới của nó. Chính quyền thành phố cũng được điều hành bởi một thị trưởng, hội đồng, và ban thường trực.
Năm 1831, Bỉ được chia thành 2.739 đô thị, bao gồm 19 đô thị trong vùng thủ đô Brussels. Không giống với những đô thi khác ở Bỉ, các đô thị nằm trong vùng thủ đô đã không được sáp nhập vào các đợt năm 1964, 1970 và 1975. Tuy nhiên, một số đô thị bên ngoài vùng thủ đô này đã được sáp nhập với thành phố Bruxelles trong suốt lịch sử của nó như Laeken, Haren, và Neder-Over-Heembeek năm 1921.
Đô thị lớn nhất và đông dân nhất của thành phố Bruxelles có diện tích 32,6 kilômét vuông (12,6 dặm vuông Anh) với 145.917 cư dân. Đô thị ít dân nhất là Koekelberg chỉ có 18.541 cư dân, trong khi đô thị có diện tích nhỏ nhất là Saint-Josse-ten-Noode, chỉ có 1,1 kilômét vuông (0,4 dặm vuông Anh), do đó Saint-Josse-ten-Noode có mật độ dân số cao nhất trong số 19 đô thị là 20.822 người/km².

## Khí hậu
Theo phân loại khí hậu của Köppen, Brussels thuộc vùng khí hậu đai dương (Cfb). Brussels nằm gần bờ biển nên chịu ảnh hưởng của khí hậu biển do các khối không khí thổi vào từ Đại Tây Dương. Các vùng đất ngập nước lân cận cũng có khí hậu biển ôn hòa. Trung bình trong 100 năm, mỗi năm có khoảng 200 ngày mưa ở vùng thủ đô Bruxelles. Snowfall is rare, generally occurring once or twice a year.
| Dữ liệu khí hậu của Brussels             | Dữ liệu khí hậu của Brussels | Dữ liệu khí hậu của Brussels | Dữ liệu khí hậu của Brussels | Dữ liệu khí hậu của Brussels | Dữ liệu khí hậu của Brussels | Dữ liệu khí hậu của Brussels | Dữ liệu khí hậu của Brussels | Dữ liệu khí hậu của Brussels | Dữ liệu khí hậu của Brussels | Dữ liệu khí hậu của Brussels | Dữ liệu khí hậu của Brussels | Dữ liệu khí hậu của Brussels | Dữ liệu khí hậu của Brussels |
| Tháng                                    | 1                            | 2                            | 3                            | 4                            | 5                            | 6                            | 7                            | 8                            | 9                            | 10                           | 11                           | 12                           | Năm                          |
| ---------------------------------------- | ---------------------------- | ---------------------------- | ---------------------------- | ---------------------------- | ---------------------------- | ---------------------------- | ---------------------------- | ---------------------------- | ---------------------------- | ---------------------------- | ---------------------------- | ---------------------------- | ---------------------------- |
| Cao kỉ lục °C (°F)                       | 15.3 (59.5)                  | 20.0 (68.0)                  | 24.2 (75.6)                  | 28.7 (83.7)                  | 34.1 (93.4)                  | 38.8 (101.8)                 | 37.1 (98.8)                  | 36.5 (97.7)                  | 34.9 (94.8)                  | 27.8 (82.0)                  | 20.6 (69.1)                  | 16.7 (62.1)                  | 38.8 (101.8)                 |
| Trung bình ngày tối đa °C (°F)           | 5.7 (42.3)                   | 6.6 (43.9)                   | 10.4 (50.7)                  | 14.2 (57.6)                  | 18.1 (64.6)                  | 20.6 (69.1)                  | 23.0 (73.4)                  | 22.6 (72.7)                  | 19.0 (66.2)                  | 14.7 (58.5)                  | 9.5 (49.1)                   | 6.1 (43.0)                   | 14.2 (57.6)                  |
| Trung bình ngày °C (°F)                  | 3.3 (37.9)                   | 3.7 (38.7)                   | 6.8 (44.2)                   | 9.8 (49.6)                   | 13.6 (56.5)                  | 16.2 (61.2)                  | 18.4 (65.1)                  | 18.0 (64.4)                  | 14.9 (58.8)                  | 11.1 (52.0)                  | 6.8 (44.2)                   | 3.9 (39.0)                   | 10.5 (50.9)                  |
| Tối thiểu trung bình ngày °C (°F)        | 0.7 (33.3)                   | 0.7 (33.3)                   | 3.1 (37.6)                   | 5.3 (41.5)                   | 9.2 (48.6)                   | 11.9 (53.4)                  | 14.0 (57.2)                  | 13.6 (56.5)                  | 10.9 (51.6)                  | 7.8 (46.0)                   | 4.1 (39.4)                   | 1.6 (34.9)                   | 6.9 (44.4)                   |
| Thấp kỉ lục °C (°F)                      | −21.1 (−6.0)                 | −18.3 (−0.9)                 | −13.6 (7.5)                  | −5.7 (21.7)                  | −2.2 (28.0)                  | 0.3 (32.5)                   | 4.4 (39.9)                   | 3.9 (39.0)                   | 0.0 (32.0)                   | −6.8 (19.8)                  | −12.8 (9.0)                  | −17.7 (0.1)                  | −21.1 (−6.0)                 |
| Lượng Giáng thủy trung bình mm (inches)  | 76.1 (3.00)                  | 63.1 (2.48)                  | 70.0 (2.76)                  | 51.3 (2.02)                  | 66.5 (2.62)                  | 71.8 (2.83)                  | 73.5 (2.89)                  | 79.3 (3.12)                  | 68.9 (2.71)                  | 74.9 (2.95)                  | 76.4 (3.01)                  | 81.0 (3.19)                  | 852.4 (33.56)                |
| Số ngày giáng thủy trung bình (≥ 1.0 mm) | 19.2                         | 16.3                         | 17.8                         | 15.9                         | 16.2                         | 15.0                         | 14.3                         | 14.5                         | 15.7                         | 16.6                         | 18.8                         | 19.3                         | 199.0                        |
| Số ngày tuyết rơi trung bình             | 5.2                          | 5.9                          | 3.2                          | 2.4                          | 0.4                          | 0.0                          | 0.0                          | 0.0                          | 0.0                          | 0.0                          | 2.4                          | 4.6                          | 24.1                         |
| Độ ẩm tương đối trung bình (%)           | 86.6                         | 82.5                         | 78.5                         | 72.5                         | 73.2                         | 74.1                         | 74.3                         | 75.5                         | 80.9                         | 84.6                         | 88.2                         | 88.8                         | 80.0                         |
| Số giờ nắng trung bình tháng             | 59                           | 77                           | 114                          | 159                          | 191                          | 188                          | 201                          | 190                          | 143                          | 113                          | 66                           | 45                           | 1.546                        |
| Nguồn: KMI/IRM                           |                              |                              |                              |                              |                              |                              |                              |                              |                              |                              |                              |                              |                              |